# Pakenham (Australia)
Pakenham – miasto w Australii, w stanie Wiktoria. w 2016 roku liczyło 46 421 mieszkańców.